# Opération Plowshare

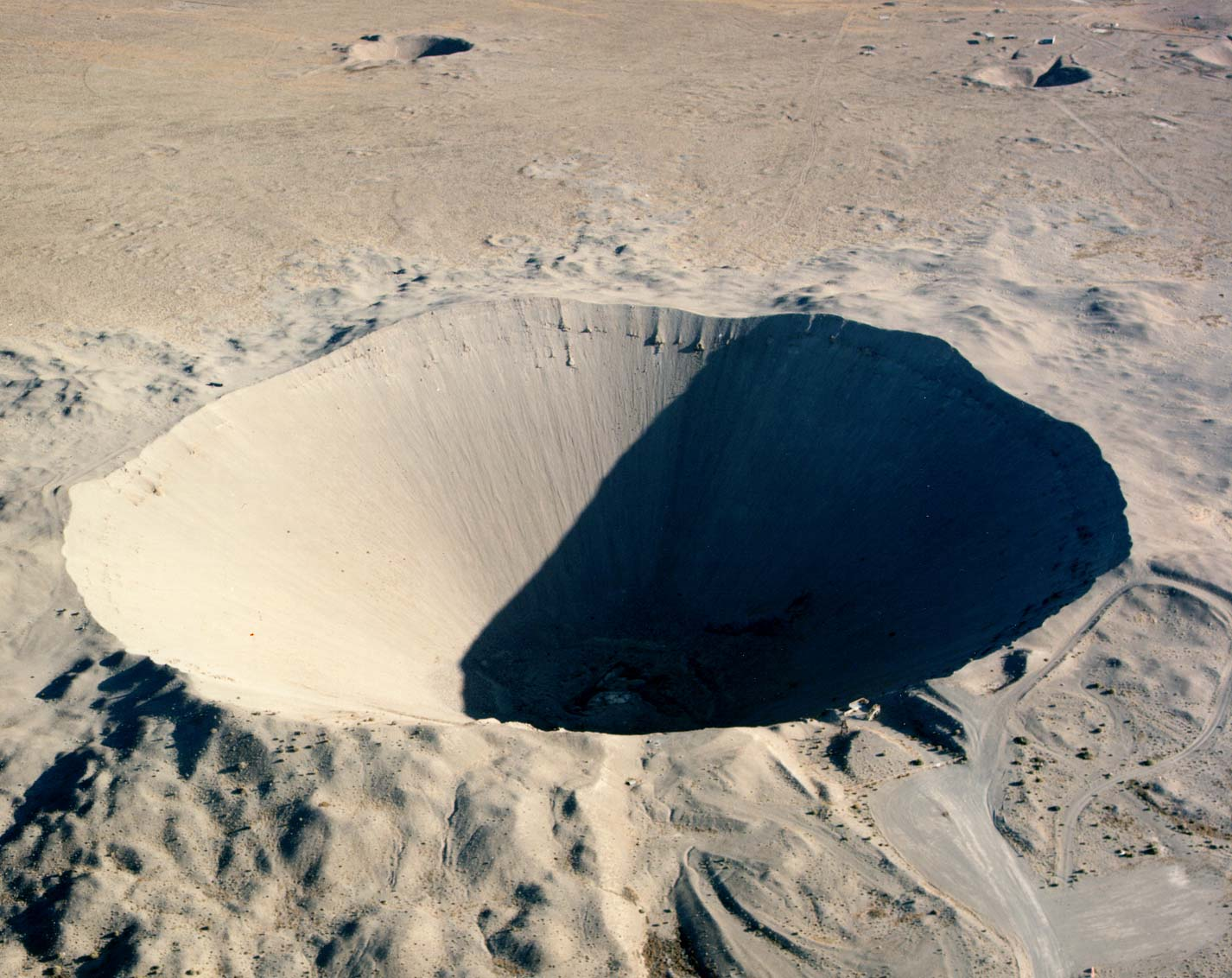
L'essai Sedan de 1962, qui a déplacé 12 millions de tonnes de terre et créé un cratère de 100 m de profondeur et de 390 m de large.

L'opération Plowshare est un programme d'explosions nucléaires pacifiques des États-Unis destiné à développer des techniques utilisables pour le génie civil. Le mot anglais plowshare signifie soc de charrue.
Ces essais ont permis l'excavation de massifs rocheux, le lancement du programme de stimulation gazière ou pétrolière, la production d'éléments chimiques (l'essai Anacostia a mené à la découverte du curium 250), la compréhension des mécanismes du processus r de la nucléosynthèse des étoiles et le sondage profond de la croûte terrestre par la prospection sismique qui intéresse à la fois les géologues et les sociétés de prospection minière,,.
Les conséquences négatives de 27 des projets nucléaires de l'opération Plowshare, notamment l'eau tritiée et les retombées radioactives de matériaux pulvérisés dans l'atmosphère avant que les essais souterrains soient devenus obligatoires par traité, ont suscité une opposition publique importante, qui a conduit finalement à l'abandon du programme en 1977.

## Argumentaire
En exploitant les usages pacifiques de l'atome (applications médicales, terrassements, et centrales nucléaires), l'industrie nucléaire et le gouvernement ont cherché à apaiser la crainte publique vis-à-vis des technologies nucléaires et à faire accepter l'arme nucléaire. À l'apogée de l'Âge atomique, les États-Unis lancèrent l'opération Plowshare, qui impliquait des « explosions nucléaires pacifiques ». Lewis Strauss, alors directeur de la Commission de l’énergie atomique des États-Unis, a annoncé que l'opération Plowshare était conçue pour « mettre en valeur les applications pacifiques des engins explosifs nucléaires et par conséquent créer une atmosphère mondiale d'opinions favorables au développement et à l'essai d'armes ».

## Propositions
Les propositions d'utilisations d'explosifs nucléaires de l'opération Plowshare comprenaient l'élargissement du canal de Panama, la construction d'une nouvelle voie navigable au niveau de la mer à travers le Nicaragua (surnommée le canal Pan-Atomic), le creusement de chemins pour les autoroutes à travers des montagnes et la jonction de différents réseaux de rivières. Les autres propositions impliquaient la création de cavités souterraines pour le stockage d'eau, de gaz naturel et de pétrole. L'utilisation de ces explosifs pour différentes opérations minières a aussi été sérieusement envisagée. Une proposition imaginait de connecter des aquifères en Arizona. Un autre plan impliquait une explosion sur le flanc ouest de la vallée de Sacramento en Californie pour un projet de transport d'eau.
Le projet Carryall, proposé en 1963 par la Commission de l’énergie atomique, le département des Transports de Californie, et la Santa Fe Railway, aurait nécessité 22 explosions nucléaires pour creuser une tranchée à travers les monts Bristol dans le désert des Mojaves, pour laisser passer l'Interstate 40 et une nouvelle ligne de chemin de fer. À la fin du programme, un objectif majeur était le développement d'explosifs et de techniques nucléaires pour la stimulation du débit de gaz naturel dans des réservoirs souterrains traversant des formations resserrées. Dans les années 1960, une proposition a été émise pour un procédé in situ d'extraction de schistes bitumineux impliquant la création d'une cheminée de gravats (une zone de la formation de schistes créée par fracturation de la roche) par une explosion nucléaire. Cependant, ce projet a été abandonné pour un certain nombre de raisons techniques.

## Essais de l'opérationPlowshare

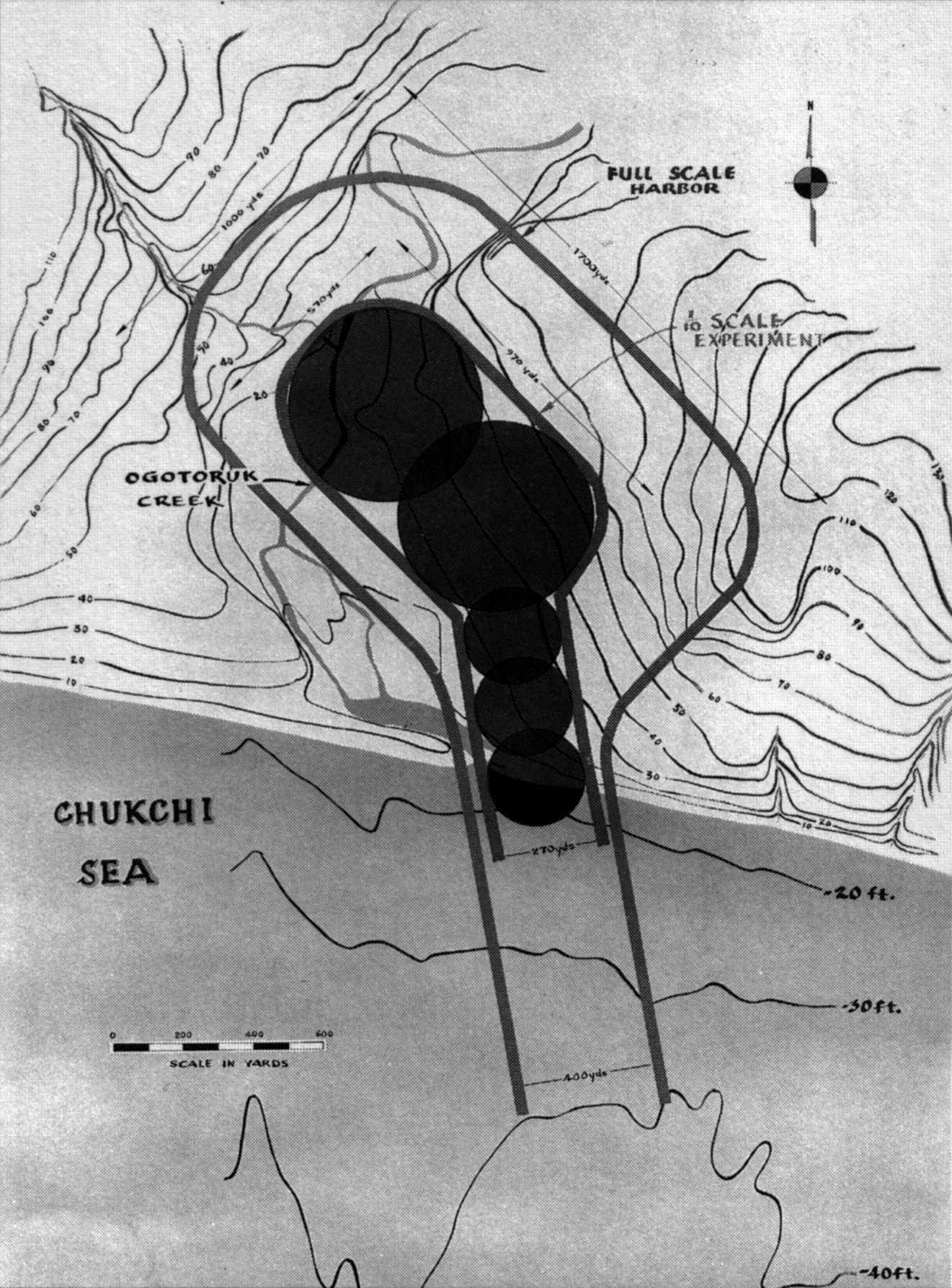
Un des schémas de Chariot impliquant 5 engins thermonucléaires en chaîne pour créer un port artificiel.

L'un des premiers projets de Plowshare de créer un cratère, qui a failli être mené à bien, fut le projet Chariot, qui devait utiliser plusieurs bombes à hydrogène pour créer un port artificiel à cap Thompson, en Alaska. Il ne fut jamais réalisé à cause des inquiétudes pour les populations indigènes et du fait que le faible potentiel de ce port ne justifiait pas les risques et les coûts prévus.
Un certain nombre de démonstrations de faisabilité de création de cratères ont été menés, notamment le tir de Buggy de cinq explosifs d'une kilotonne dans une tranchée de la Zone 30, et le plus gros essai de 104 kilotonnes du 6 juillet 1962 au nord de Yucca Flat, au sein du site d'essais du Nevada de la Commission de l'énergie atomique au Sud du Nevada. Cet essai, « Sedan », a déplacé plus de 11 millions de tonnes de sol et créé un nuage radioactif qui a atteint une altitude de 3,7 km. Le panache de retombées radioactives s'est déplacé vers le nord-est et l'est vers le Mississippi.
La première explosion nucléaire pacifique (ENP) a été le projet Gnome, mené le 10 décembre 1961 dans une couche de sel gemme à 39 km au sud-est de Carlsbad, au Nouveau-Mexique. L'explosion a dégagé une énergie de 3,1 kilotonnes à une profondeur de 361 mètres, et créé une cavité de 52 m de diamètre pour 24 m de haut. L'essai avait de nombreux buts. Le plus connu d'entre eux concernait la production de vapeur qui aurait pu ensuite être utilisée pour générer de l'électricité. Un autre objectif était la production et récupération de radioisotopes utiles. Une autre expérience concernait la physique des neutrons. Une quatrième expérience, dans le domaine de l'exploration géophysique du sol à l'aide des ondes sismiques, fut la seule à être considérée comme un franc succès. L'explosion dégagea cependant des fumées radioactives alors que la presse observait. Le projet Coach d'explosion expérimentale encore à l'étude, qui devait suivre l'essai Gnome, fut alors annulé.
Au cours des 11 années suivantes, 26 autres essais d'explosions nucléaires ont été menés par le programme d'ENP américain. Les débris d'explosions des 839 essais nucléaires souterrains sont restés enterrés sur place et ont été jugés impossibles à retirer par le Bureau du site d'essais du Nevada (DOE). Le financement s'acheva en 1977. Le coût du programme a été estimé à plus de 770 millions de dollars américains.

### Expériences de stimulation du gaz naturel
Trois explosions nucléaires expérimentales avaient été prévues pour stimuler le flux de gaz naturel depuis des formations « étroites » de champs de gaz. Des partenaires industriels s'étaient impliqués dans le programme, comme El Paso Natural Gas Company pour l'essai Gasbuggy, la CER Geonuclear Corporation et l'Austral Oil Company pour l'essai Rulison et la CER Geonuclear Corporation pour l'essai Rio Blanco.
La dernière ENP eut lieu le 17 mai 1973 à Fawn Creek, à 76,4 km au nord de Grand Junction, au Colorado. Trois explosions de 30 kilotonnes ont été réalisées simultanément à des profondeurs de 1758, 1875 et 2 015 mètres. En cas de succès, le programme prévoyait l'utilisation de centaines de bombes nucléaires dans les champs de gaz des Rocheuses. Les deux précédents essais avaient indiqué que le gaz naturel ainsi obtenu était trop radioactif pour une utilisation sure ; bien que l'essai de Rio Blanco n'ait pas connecté les trois cavités comme espéré, le gaz résultant contenait encore un niveau inacceptable de radionucléides.
Vers 1974, approximativement 82 millions de dollars avaient été investis dans le programme de stimulation gazière par la technologie nucléaire. Selon les estimations, même après 25 ans de production du gaz ainsi récupéré, le gain ne représenterait qu'entre 15 et 40 % de l'investissement initial. De plus, l'idée que les brûleurs des cuisinières des familles californiennes pourraient bientôt présenter des traces de radioactivité ne passait pas auprès de l'opinion publique. Le gaz contaminé n'a jamais été introduit sur les réseaux commerciaux.
La situation est restée identique pendant les trois décennies suivantes, mais une reprise des forages gaziers dans l'Ouest du Colorado a vu les puits s'approcher près des sites de détonations souterraines. Mi-2009, 84 permis de forage avaient été émis dans un rayon de moins de 5 kilomètres du site, dont 11 permis à moins de 2 kilomètres du site.

## Essais nucléaires
Les États-Unis ont mené 27 ENP en parallèle d'autres séries d'essais liés aux armes nucléaires. Un rapport de la Federation of American Scientists présente des puissances légèrement différentes de celles données ci-dessous.
| Nom        | Date              | Lieu                         | Puissance (kilotonnes)    | Série           |
| ---------- | ----------------- | ---------------------------- | ------------------------- | --------------- |
| Gnome      | 10 décembre 1961  | Carlsbad (Nouveau-Mexique)   | 3                         | Nougat          |
| Sedan      | 6 juillet 1962    | Site d'essais du Nevada      | 104                       | Storax          |
| Anacostia  | 27 novembre 1962  | Site d'essais du Nevada      | 5,2                       | Storax          |
| Kaweah     | 21 février 1963   | Site d'essais du Nevada      | 3                         | Dominic I et II |
| Tornillo   | 11 octobre 1963   | Site d'essais du Nevada      | 0,38                      | Niblick         |
| Klickitat  | 20 février 1964   | Site d'essais du Nevada      | 70                        | Niblick         |
| Ace        | 11 juin 1964      | Site d'essais du Nevada      | 3                         | Niblick         |
| Dub        | 30 juin 1964      | Site d'essais du Nevada      | 11,7                      | Niblick         |
| Par        | 9 octobre 1964    | Site d'essais du Nevada      | 38                        | Whetstone       |
| Handcar    | 5 novembre 1964   | Site d'essais du Nevada      | 12                        | Whetstone       |
| Sulky      | 5 novembre 1964   | Site d'essais du Nevada      | 0,9                       | Whetstone       |
| Palanquin  | 14 avril 1965     | Site d'essais du Nevada      | 4,3                       | Whetstone       |
| Templar    | 24 mars 1966      | Site d'essais du Nevada      | 0,37                      | Flintlock       |
| Vulcan     | 25 juin 1966      | Site d'essais du Nevada      | 25                        | Flintlock       |
| Saxon      | 11 juillet 1966   | Site d'essais du Nevada      | 1,2                       | Latchkey        |
| Simms      | 6 novembre 1966   | Site d'essais du Nevada      | 2,3                       | Latchkey        |
| Switch     | 22 juin 1967      | Site d'essais du Nevada      | 3,1                       | Latchkey        |
| Marvel     | 21 septembre 1967 | Site d'essais du Nevada      | 2,2                       | Crosstie        |
| Gasbuggy   | 10 décembre 1967  | Farmington (Nouveau-Mexique) | 29                        | Crosstie        |
| Cabriolet  | 26 janvier 1968   | Site d'essais du Nevada      | 2,3                       | Crosstie        |
| Buggy      | 12 mars 1968      | Site d'essais du Nevada      | 5 essais de 1,1 kt chacun | Crosstie        |
| Stoddard   | 17 septembre 1968 | Site d'essais du Nevada      | 31                        | Bowline         |
| Schooner   | 8 décembre 1968   | Site d'essais du Nevada      | 30                        | Bowline         |
| Rulison    | 10 septembre 1969 | Grand Valley (Colorado)      | 43                        | Mandrel         |
| Flask      | 26 may 1970       | Site d'essais du Nevada      | 105                       | Mandrel         |
| Miniata    | 8 juillet 1971    | Site d'essais du Nevada      | 83                        | Grommet         |
| Rio Blanco | 17 mai 1973       | Rifle (Colorado)             | 3 essais de 33 kt chacun  | Toggle          |

## Essais non nucléaires
En plus des essais nucléaires, l'opération Plowshare a mené un certain nombre de projets d'essais non nucléaires afin de comprendre comment les explosions nucléaires pourraient être utilisées au mieux. Certains de ces projets ont conduit à des applications pratiques ou à une meilleure connaissance de l'utilisation de gros explosifs. Ces projets comprenaient :
| Nom du Projet   | Date                                  | Lieu | Puissance                          | Remarques                                                                                                   |
| --------------- | ------------------------------------- | --- | ---------------------------------- | --- |
| Pre-Gnome       | 10 février 1959                       | Site de Gnome, au Nouveau-Mexique                                                                                | 3 charges de 365 tonnes chacune    | Étalonnage par essais sismiques pour l'essai Gnome.                                                         |
| Toboggan        | 1er novembre 1959                     | SEN (zone 6), situé à 36° 57′ 54″ N, 116° 00′ 33″ O                                                              | 122 petites détonations            | Explosions isolées, multiples et en ligne dans le lit du lac asséché de Yucca Flats.                        |
| Stagecoach      | 1er mars 1960                         | SEN (zone 10), situé à 37° 09′ 58″ N, 116° 02′ 03″ O 37° 09′ 58″ N, 116° 02′ 08″ O 37° 09′ 50″ N, 116° 02′ 14″ O | 3 explosions de 20 tonnes chacune. | Préparation de l'essai Scooter.                                                                             |
| Buckboard       | 1er août 1960                         | SEN (zone 18), situé à 37° 05′ 42″ N, 116° 21′ 11″ O                                                             | 0,5 à 20 tonnes                    | Au moins 13 tirs d'exploration d'une cavité d'un massif rocheuxde Buckboard Mesa                            |
| Pinot           | 2 août 1960                           | Près de Rifle, situé à 39° 32′ 14″ N, 107° 57′ 18″ O                                                             | Très petite                        | Expérience d'injection de radioxenon pour étudier la percolation à travers des couches de schiste argileux. |
| Scooter         | 1er octobre 1960                      | SEN (zone 10), situé à 37° 10′ 17″ N, 116° 02′ 16″ O                                                             | 500 tonnes                         | Un essai d'excavation similaire et proche de Sedan.                                                         |
| Pre-Buggy,      | 1er juin 1961                         | SEN (zone 5), situé à 36° 49′ 57″ N, 115° 58′ 14″ O                                                              | 4 lots de 116 kg                   | Étude de la formation d'une cavité.                                                                         |
| Rowboat         | 1er juin 1961                         | SEN (zone 10), situé à 37° 09′ 24″ N, 116° 02′ 36″ O                                                             | 4 lots de 116 kg                   | Étude de charges en ligne.                                                                                  |
| Pre-Schooner I  | 1er février 1964                      | SEN (zone 18), situé entre 37° 04′ 29″ N, 116° 20′ 34″ O et 37° 06′ 25″ N, 116° 21′ 02″ O                        | 20 tonnes chacun                   | 4 tirs préliminaires à l'essai Schooner.                                                                    |
| Dugout          | 24 juin 1964                          | SEN (zone 18), situé à 37° 05′ 37″ N, 116° 20′ 42″ O                                                             | 100 tonnes                         | |
| Pre-Schooner II | 30 septembre 1965                     | Plateau Bruneau, situé à 42° 24′ 03″ N, 115° 34′ 25″ O                                                           | 85,5 tonnes                        | Création d'un grand cratère dans un massif rocheux.                                                         |
| Pre-Gondola,    | Du 20 juin 1966 au 1er juin 1969      | Réservoir de Ft Peck, dans le Montana ; centré sur 47° 55′ 50″ N, 106° 38′ 34″ O                                 | 0,5 à 210 tonnes                   | 26 explosions dans une cavité du littoral.                                                                  |
| Tugboat         | Du 6 novembre 1969 au 8 décembre 1970 | Kawaihae, situé à 20° 01′ 39″ N, 155° 49′ 43″ O                                                                  | 18 essais de 1 à 20 tonnes         | Excavation d'un petit port, toujours utilisé de nos jours.                                                  |
| Trinidad        | Du 1er juin 1971 au 19 novembre 1971  | Près de Trinidad, situé à proximité de 37° 07′ 34″ N, 104° 36′ 14″ O                                             | 15 essais de 5 à 44 tonnes         | Dégagement d'un déblai ferroviaire.                                                                         |
| Old Reliable    | 1er août 1971                         | Mine d'Old Reliable, située à 32° 45′ 06″ N, 110° 29′ 21″ O                                                      | ?                                  | Étude in situ de la fracturation et de la récupération de minerai de cuivre.                                |

## Proposition de projets nucléaires
Un certain nombre de projets ont été proposés, et même planifiés, mais n'ont pas été menés à terme. Leur liste est donnée ci-dessous :
| Nom du projet             | Date prévue       | Lieu                                                                                | Remarques |
| ------------------------- | ----------------- | ----------------------------------------------------------------------------------- | --- |
| Tombigbee/Tennessee River | 1er janvier 1959  | Tishomingo County, près de 34° 49′ 51″ N, 88° 15′ 49″ O                             | Excavation d'un déblai de 5 km environ pour connecter les rivières Tennessee et Tombigee au Nord-Est du Mississippi.                                     |
| Oilsands                  | 1er janvier 1959  | Alberta, Canada near 57° 01′ N, 111° 39′ O                                          | Récupération de pétrole des sables bitumineux d'Athabascan ; plusieurs zones en Alberta, au Canada, auraient fait l'objet d'expériences.                 |
| Ditchdigger               | 1er janvier 1961  | SEN                                                                                 | Explosion thermonucléaire destinée à créer une excavation.                                                                                               |
| Chariot                   | 1er janvier 1962  | Près de 68° 06′ 01″ N, 165° 45′ 55″ O                                               | Cinq bombes nucléaires pour créer un port au Nord de l'Alaska.                                                                                           |
| Coach                     | 1er janvier 1963  | Carlsbad, près de 32° 16′ N, 103° 52′ O                                             | Production d'isotopes d'éléments transplutoniens enrichis en neutrons.                                                                                   |
| Carryall                  | 1er novembre 1963 | Bristol Mountain Pass, près de 34° 19′ 51″ N, 115° 51′ 47″ O                        | Utilisation de 22 bombes pour dégager une tranchée dans les Monts Bristol pour la voie de chemin de fer ATSF.                                            |
| Phaeton                   | 1er janvier 1964  | SEN                                                                                 | Expérience de création de cratère. |
| Dogsled                   | 1er janvier 1964  | Glade Park, près de 39° 03′ 05″ N, 109° 01′ 35″ O                                   | Exploration des caractéristiques de formation de cratère dans les roches sableuses du Plateau du Colorado.                                               |
| Pan-Atomic Canal          | 1er janvier 1965  | Au Nicaragua, près de 11° 19′ 22″ N, 84° 49′ 56″ O                                  | Une des nombreuses possibilités de création d'un nouveau canal Atlantique-Pacifique.                                                                     |
| Flivver                   | 1er mars 1966     | NTS}                                                                                | Étude scientifique d'un cratère. |
| Dragon Trail              | 1er décembre 1966 | Rifle, CO near 39° 54′ 01″ N, 109° 01′ 00″ O                                        | Plan de stimulation gazière similaire à l'essai Rulison mais dans les formations Mancos B du Colorado, sponsorisé par Conoco.                            |
| Thunderbird               | 1er janvier 1967  | 56 km à l'Est de Buffalo, près de 44° 20′ 42″ N, 105° 59′ 28″ O                     | Gazéification de charbon. |
| Galley                    | 1er janvier 1967  | Non déterminé                                                                       | Charges en ligne sous la roche dure sous des terrains de conditions variables.                                                                           |
| Ketch                     | 1er août 1967     | Clinton County, près de 41° 11′ 29″ N, 77° 44′ 21″ O                                | Création d'une cavité de stockage de gaz naturel souterraine, sponsorisée par la Columbia Gas System Corp.                                               |
| Bronco                    | 1er août 1967     | Près de Rifle                                                                       | Fracturation de sables bitumineux pour autoclave in situ; projet similaire à Rulison.                                                                    |
| Sloop                     | 1er octobre 1967  | Safford, près de 32° 51′ 40″ N, 109° 41′ 33″ O                                      | Un plan de fracturation de massifs de mines de cuivre à faible rendement pour les préparer à l'exploitation.                                             |
| Acquarius                 | 1er janvier 1968  | Bowie County près de 32° 06′ 27″ N, 109° 08′ 53″ O                                  | Gestion de la ressource en eau, construction de barrage, stockage d'eau souterrain, purification et modification d'aquifère, à Clear Creek ou San Simon. |
| Wagon Wheel               | 1er janvier 1968  | À 31 km au Sud de Pinedale, près de 42° 35′ 27″ N, 109° 51′ 16″ O                   | Un autre projet de stimulation gazière. |
| Oxcart                    | 1er janvier 1969  | SEN                                                                                 | Étude de l'efficacité d'une excavation en fonction de la puissance et de la profondeur pour le Projet Chariot.                                           |
| Utah                      | 1er janvier 1969  | Ouray, près de 40° 00′ 39″ N, 109° 36′ 23″ O                                        | Expérience pour la maturation de schistes bitumineux. |
| Sturtevant                | 1er janvier 1969  | NTS                                                                                 | Expérience de création de cratère pour le canal Pan-Atomique.                                                                                            |
| Australian Harbor         | 1er janvier 1969  | Tasmanie, en Australia, près de 40° 26′ 41″ S, 144° 46′ 41″ E                       | Un plan commun aux États-Unis et à l'Australie de création d'un nouveau port au cap Keraudren sur la côte Nord-Ouest australienne.                       |
| Yawl                      | 1er janvier 1969  | SEN                                                                                 | Expérience de création de cratère pour le canal Pan-Atomique.                                                                                            |
| Wasp                      | 1er juillet 1969  | Bondurant, à 39 km au Nord-Ouest de Pinedale, près de 43° 09′ 21″ N, 110° 25′ 45″ O | Un autre projet de stimulation gazière. |
| Geothermal Power          | 1er janvier 1971  | Valles Caldera, dans les montagnes Jemez, près de 35° 53′ 42″ N, 106° 51′ 22″ O     | Stimulation de l'énergie géothermique sèche et humide.                                                                                                   |

## Impacts négatifs et opposition
L'opération Plowshare « a commencé avec des attentes considérables et de grands espoirs ». Les concepteurs pensaient que les projets pouvaient être menés de manière sûre, mais ils étaient moins confiants quant au fait qu'ils pourraient se révéler plus économiques que les méthodes conventionnelles. De plus, le soutien du public et du Congrès était insuffisant. Les projets Chariot et Coach sont deux exemples où les problèmes techniques et les considérations environnementales ont incité à des études de faisabilité plus poussées, ce qui a pris plusieurs années, et chacun des projets a dû finalement être annulé.
Des regroupements citoyens ont exprimé leur inquiétude et opposition à quelques-uns des essais de Plowshare. Il y eut la crainte que le souffle de l'explosion Schooner n'assèche tous les puits en activité et ne déclenche un séisme. Il y eut une opposition aux essais Rulison et Rio Blanco à cause de potentiels torchages de gaz radioactifs et d'autres risques environnementaux. Dans un article du Time de 1973, le terme « projet douteux » est utilisé pour décrire l'opération Plowshare.
Il y eut de nombreuses conséquences négatives pour 27 explosions nucléaires de l'opération Plowshare.
L'opération Plowshare montre comment un projet prévu pour améliorer la sécurité nationale peut involontairement faire l'opposé s'il échoue à mesurer les conséquences sociales, politiques, et environnementales. Cela souligne également que « le ressentiment public et l'opposition peuvent arrêter un projet en chemin ».

## Équivalent russe
Dans le cadre de la guerre froide, de l'autre côté du rideau de fer, le gouvernement soviétique met en place un équivalent russe du Plowshare : le programme Explosions nucléaires pour l'économie nationale, aussi baptisé « Programme no 7 », plus dévastateur encore que son homologue américain, avec 156 explosions nucléaires déclenchées entre 1965 et 1989, présentées comme expériences d'usages pacifiques d'explosions nucléaires. L'un des essais les plus connus est celui de Chagan, fait le 15 janvier 1965. Ce programme a été conçu et mis en œuvre par des experts de deux centres nucléaires secrets : « Arzamas-16 » (à Sarov) et « Tcheliabinsk-70 » (à Snejinsk),,,,.